# Fondaktierättsbevis
Ett fondaktierättsbevis är ett värdepapper som ger innehavaren äganderätten till en eller flera fondaktierätter i samband med en fondemission. Tidigare kallades fondaktierättsbevis för delbevis.